# حضارة غولاساكا
ثقافة غولاساكا (القرن التاسع-الرابع قبل الميلاد) ثقافة من العصر البرونزي المتأخر/العصر الحديدي المبكر في شمال إيطاليا، حيث نُقِّب عن موقع النوع في غولاساكا في مقاطعة فاريزي، لومباردي، حيث كانت في منطقة مونسورينو في بداية القرن التاسع عشر، قام آبوت جيوڤاني باتيستا جياني باكتشاف أوّل الموجودات لحوالي خمسين قبرًا وأدوات فخارية ومعدنية.
تنتشر الأدلة المادية للثقافة على مساحة واسعة تبلغ 20,000 كيلومتر مربع جنوب جبال الألب، بين أنهار بو وسريو وسيزيا، ويحدها من الشمال ممرات جبال الألب.

## السؤال الإثنوغرافي
في دراسة ما يسمى النقوش اللبونية، المكتوبة بأبجدية لوغانو التي استخدمها سكان غولاساكا في القرنين السادس والخامس قبل الميلاد، قادت ميشيل ليجون (1971) لتأسيس عضوية اللغة التي نقلتها هذه الكتابة إلى عائلة لغات سلتيك.
ثبت بعد ذلك وجود ثقافة ما قبل الغال السلتيكية في شمال غرب إيطاليا، قبل القرن الرابع قبل الميلاد، والذي يجب البحث عن أصلها قبل فترة طويلة من القرن السادس قبل الميلاد، وهو تاريخ غزو بيلوفيسوس، أي على الأقل في زمن ثقافة كانيغراتيه (القرن الثالث عشر قبل الميلاد)، والتي تقدّم في الآثار الفخارية والبرونزية العديد من النقاط المشتركة مع معظم المجموعات الغربية من ثقافة آرنفيلد (الراين -سويسرا- شرق فرنسا، القرن 13 - الثامن قبل الميلاد). أو ربما، هناك فرضية أكثر ترجيحًا، وهي إمكانية تتبع الوجود القديم للغة الكلتية البدائية الذي يرجع إلى بداية العصر البرونزي الأوسط (القرن السادس عشر -القرن الخامس عشر قبل الميلاد)، حين بدا شمال غرب إيطاليا مرتبطًا ارتباطًا وثيقًا بإنتاج القطع الأثرية البرونزية، بما في ذلك الحلي، إلى المجموعات الغربية من ثقافة توميلوس.